# زيغمار أنتونيو مارتينز
زيغمار أنتونيو مارتينز (13 يونيو 1962 في ساو جوزية دو ريو بريتو في البرازيل – )؛ هو لاعب كرة قدم سابق كان يلعب كحارس مرمى.

## وصلات خارجية
- زيغمار أنتونيو مارتينز على موقع رابطة كرة القدم اليابانية للمحترفين (اليابانية)
- زيغمار أنتونيو مارتينز على موقع عالم كرة القدم.نت (الإنجليزية)